# Альхассан, Абдул Разак
Абдул Разак Альхассан (англ. Abdul Razak Alhassan; род. 11 августа 1985, Аккра) — ганский боец смешанного стиля, представитель средней и полусредней весовых категорий. Выступает на профессиональном уровне начиная с 2013 года, известен по участию в турнирах бойцовских организаций UFC, Bellator, Legacy FC и др.

## Биография
Абдул Разак Альхассан родился 11 августа 1985 года в городе Аккра, Гана. В течение многих лет практиковал дзюдо, удостоившись в этой дисциплине чёрного пояса, затем решил стать бойцом ММА.

### Начало профессиональной карьеры
Дебютировал в смешанных единоборствах на профессиональном уровне в ноябре 2013 года на турнире Xtreme Knockout в США, отправил своего соперника в нокаут за 25 секунд. Затем подписал контракт с крупным американским промоушеном Bellator, где в общей сложности одержал две победы. Выступил в числе прочего и на турнире Legacy Fighting Championship, где также был победителем. Выступал как в средней, так и полусредней весовых категориях.

### Ultimate Fighting Championship
Имея в послужном списке шесть побед и ни одного поражения, Альхассан привлёк к себе внимание крупнейшей бойцовской организации мира Ultimate Fighting Championship и в 2016 году подписал с ней долгосрочный контракт. Вскоре благополучно дебютировал здесь — за 53 секунды нокаутировал ирландца Чарли Уорда и тем самым заработал бонус за лучшее выступление вечера.
В мае 2017 года на турнире UFC в Швеции встретился с россиянином Омари Ахмедовым и по итогам трёх раундов уступил ему раздельным решением судей, потерпев таким образом первое в профессиональной карьере поражение.
Следующим его соперником стал американец ливанского происхождения Сабах Хомаси. Альхассан выиграл техническим нокаутом, хотя победа получилась спорной — отмечалось, что рефери Херб Дин остановил поединок преждевременно.
Чтобы расставить все точки над «i», уже в январе 2018 года между Альхассаном и Хомаси был организован бой-реванш — на сей раз ганский боец нокаутировал своего соперника наверняка, удостоившись награды за лучшее выступление вечера.
На апрель 2018 года планировался бой с россиянином Муслимом Салиховым, но из-за травмы Альхассан вынужден был сняться с этого турнира.

## Статистика в профессиональном ММА
| Боёв 19  | Побед 12 | Поражений 7 |
| -------- | -------- | ----------- |
| Нокаутом | 12       | 2           |
| Сдачей   | 0        | 1           |
| Решением | 0        | 4           |

| Результат    | Рекорд   | Соперник            | Способ                                       | Турнир                                   | Дата             | Раунд | Время | Место                      | Примечание                                                                 |
| ------------ | -------- | ------------------- | -------------------------------------------- | ---------------------------------------- | ---------------- | ----- | ----- | -------------------------- | -------------------------------------------------------------------------- |
| Поражение    | 12–7 (1) | Сезар Алмейда       | KO (удар)                                    | UFC Fight Night: Дёрн vs. Рибас 2        | 11 января 2025   | 1     | 4:19  | Лас-Вегас, Невада, США     |                                                                            |
| Не состоялся | 12–6 (1) | Коди Брандейдж      | NC (не легальные удары)                      | UFC on ESPN: Намаюнас vs. Кортес         | 13 июля 2024     | 1     | 0:37  | Денвер, Колорадо, США      | Брандейдж не смог продолжить поединок после не легальных ударов по затылку |
| Поражение    | 12-6     | Джо Пайфер          | Техническая Сдача (удушение "треугольником") | UFC Fight Night: Dawson vs. Green        | 7 октября 2023   | 2     | 2:05  | Лас-Вегас, США             |                                                                            |
| Победа       | 12-5     | Клаудио Рибейро     | Нокаут (удары руками)                        | UFC Fight Night: Strickland vs. Imavov   | 14 января 2023   | 2     | 0:28  | Лас-Вегас, США             |                                                                            |
| Поражение    | 11-5     | Хоакин Бакли        | Раздельное решение                           | UFC Fight Night: Walker vs. Hill         | 19 февраля 2022  | 3     | 5:00  | Лас-Вегас, США             |                                                                            |
| Победа       | 11–4     | Алессио Ди Чирито   | Нокаут (удар ногой)                          | UFC on ESPN: Barboza vs. Chikadze        | 28 августа 2021  | 1     | 0:17  | Лас-Вегас, США             | Выступление вечера.                                                        |
| Поражение    | 10-4     | Джейкоб Мэлкун      | Единогласное решение                         | UFC on ESPN: Whittaker vs. Gastelum      | 17 апреля 2021   | 3     | 5:00  | Лас-Вегас, США             | Вернулся в средний вес.                                                    |
| Поражение    | 10-3     | Хаос Уильямс        | KO (удар рукой)                              | UFC Fight Night: Felder vs. dos Anjos    | 14 ноября 2020   | 1     | 0:30  | Лас-Вегас, США             | Бой в промежуточном весе 78,2 кг; Альхассан не сделал вес.                 |
| Поражение    | 10-2     | Мунир Лаззес        | Единогласное решение                         | UFC on ESPN: Kattar vs. Ige              | 16 июля 2020     | 3     | 5:00  | Абу-Даби, ОАЭ              | Бой в промежуточном весе 78,9 кг; Альхассан не сделал вес. Бой вечера.     |
| Победа       | 10-1     | Нико Прайс          | KO (удар рукой)                              | UFC 228                                  | 8 сентября 2018  | 1     | 0:43  | Даллас, США                |                                                                            |
| Победа       | 9-1      | Сабах Хомаси        | KO (удар рукой)                              | UFC 220                                  | 20 января 2018   | 1     | 3:47  | Бостон, США                | Выступление вечера.                                                        |
| Победа       | 8-1      | Сабах Хомаси        | TKO (удары руками)                           | UFC 218                                  | 2 декабря 2017   | 1     | 4:21  | Детройт, США               |                                                                            |
| Поражение    | 7-1      | Омари Ахмедов       | Раздельное решение                           | UFC Fight Night: Gustafsson vs. Teixeira | 28 мая 2017      | 3     | 5:00  | Стокгольм, Швеция          |                                                                            |
| Победа       | 7-0      | Чарли Уорд          | KO (удар рукой)                              | UFC Fight Night: Mousasi vs. Hall 2      | 19 ноября 2016   | 1     | 0:53  | Белфаст, Северная Ирландия | Выступление вечера.                                                        |
| Победа       | 6-0      | Джос Эйхелбергер    | TKO (удары руками)                           | Legacy FC 61                             | 14 октября 2016  | 1     | 0:57  | Даллас, США                | Бой в промежуточном весе 79,4 кг.                                          |
| Победа       | 5-0      | Кен Джексон         | TKO (удары руками)                           | Rage in the Cage 47: Night of Champions  | 13 августа 2016  | 1     | 0:40  | Шони, США                  | Бой в среднем весе.                                                        |
| Победа       | 4-0      | Брайс Шепард-Меджиа | KO (удар рукой)                              | Bellator 143                             | 25 сентября 2015 | 1     | 1:26  | Идальго, США               | Дебют в полусреднем весе.                                                  |
| Победа       | 3-0      | Мэтт Маккеон        | TKO (удары руками)                           | Rocks Xtreme MMA 12                      | 28 февраля 2015  | 1     | 0:47  | Харкер-Хайтс, США          | Дебют в среднем весе.                                                      |
| Победа       | 2-0      | Мэтт Джонс          | TKO (удары руками)                           | Bellator 111                             | 7 марта 2014     | 1     | 1:23  | Такервилл, США             | Бой в промежуточном весе 86,2 кг.                                          |
| Победа       | 1-0      | Колби Адамс         | TKO (удары руками)                           | Xtreme Knockout 20                       | 23 ноября 2013   | 1     | 0:25  | Арлингтон, США             | Бой в промежуточном весе 81,6 кг.                                          |